# Grupa janówecka
Grupa janówecka – zaliczane do kręgu lendzielsko-polgarskiego nowe wzorce inwentarza ruchomego, w szczególności ceramiki, którą cechowało cienkościenność i ornament ryty, malowany czerwoną lub białą farbą. Materiały tego rodzaju znane są głównie ze stanowiska w Janówku w powiecie dzierżoniowskim.
W grupie tej widoczne są zarówno oddziaływania z tzw. morawsko-słowackiej ceramiki malowanej kultury lendzielskiej, jak i silne podłoże kulturowe o tradycjach ceramiki kłutej.
Zespół grupy janóweckiej stanowi najstarszy I horyzont kultury lendzielskiej na Dolnym Śląsku. Pierwszym charakterystycznym wyróżnikiem tego materiału jest duża frekwencja naczyń misowatych, zarówno głębokich jak i płytkich, zbliżonych do talerzy, których cechą szczególna jest wyraźny, ostry załom, oddzielający partię przydenną naczynia od silnie wychylonego brzegu. Naczynia te nie posiadają żadnej ornamentyki wklęsłej, natomiast bardzo częstym motywem są umieszczane na wysokości ostrego załomu płaskie guzy. Samo naczynie odznaczało się bardzo starannym opracowaniem powierzchni, graniczącym niekiedy ze świeceniem.
Na szczególną jednak uwagę zasługują bardzo cienkie naczyńka tzw. amforki (od 2 do 4 mm) o baniastym brzuścu, których cechą charakterystyczną jest ornament malowany farbą czerwoną, białą i prawdopodobnie czarną. Powierzchnia zewnętrzna tych naczyń w całości pokryta farbą czerwoną stanowiła podkład dla wzorów nakładanych farbą białą i czarną. Zarówno czerwony podkład jak i białe oraz czarne wzory nakładane były po wypaleniu. Wśród motywów  zdobniczych można wyróżnić meandrowe i szachownicowe. Dodatkowym elementem zdobniczym są niewielkie guzki, umieszczone na największej wydętości brzuśca.
Ceramika grupy janóweckiej odpowiada czasowo schyłkowi fazy I i początkowi fazy II w Małopolsce, fazie młodszej ceramiki malowanej na Morawach i fazie I grupy ocickiej na Górnym Śląsku.